# گل‌شکاف سنگ‌لوحی
گل‌شکاف سنگ‌لوحی (نام علمی: Diglossa plumbea) نام یک گونه از سرده گل‌شکاف است.